# Eucrostes divincta
Eucrostes divincta är en fjärilsart som beskrevs av Holt-white 1894. Eucrostes divincta ingår i släktet Eucrostes och familjen mätare. Inga underarter finns listade i Catalogue of Life.